# Siphona setigera
Siphona setigera là một loài ruồi trong họ Tachinidae.